# Thérèse
Thérèse (título original en francés; en español, Teresa) es un «drame musical» en dos actos con música de Jules Massenet y libreto en francés de Jules Claretie. Se estrenó en la Ópera de Montecarlo el 7 de febrero de 1907. Luego se representó en la Opéra-Comique de París el 19 de mayo de 1911.

## Personajes
| Personaje                    | Tesitura                 | Reparto del estreno, Montecarlo (7 de febrero de 1907) Director: Léon Jehin | Reposición, Opéra-Comique (19 de mayo de 1911) Director: Léon Ruhlmann |
| ---------------------------- | ------------------------ | --------------------------------------------------------------------------- | ---------------------------------------------------------------------- |
| Thérèse Thorel               | mezzosoprano o contralto | Lucy Arbell                                                                 | Lucy Arbell                                                            |
| André Thorel, su marido      | barítono                 | Hector Dufranne                                                             | Albers                                                                 |
| El marqués Armand de Clerval | tenor                    | Édmond Clément                                                              | Édmond Clément                                                         |
| Morel, portero               | bajo                     | Chalmin                                                                     | Belhomme                                                               |
| Un oficial                   |                          | Gluck                                                                       | Andal                                                                  |